# Synegiodes diffusaria
Synegiodes diffusaria là một loài bướm đêm trong họ Geometridae.